# Vyšný Matejkov
Vyšný Matejkov – potok będący lewym dopływem rzeki Revúca na Słowacji. Wypływa trzema źródłowymi ciekami na wschodnich zboczach głównego grzbietu Wielkiej Fatry, na odcinku od szczytu Skalná Alpa do szczytu Malá Smrekovica. Spływa dnem krętej doliny Vyšné Matejkovo, wypływa na Revúcke podolie i w należącej do miasta Rużomberk (Ružomberok) osadzie Podsuchá uchodzi do Revúcy na wysokości około 560 m. Niemal cała zlewnia potoku to porośnięte lasem zbocza Wielkiej Fatry, jedynie w dolnej części nad potokiem znajdują się zabudowania osady Podsuchá. Wzdłuż koryta potoku poprowadzono asfaltową drogę z Podsuchego do hotelu „Granit" i wojskowego centrum rekreacyjnego w hotelu „Smrekovica".

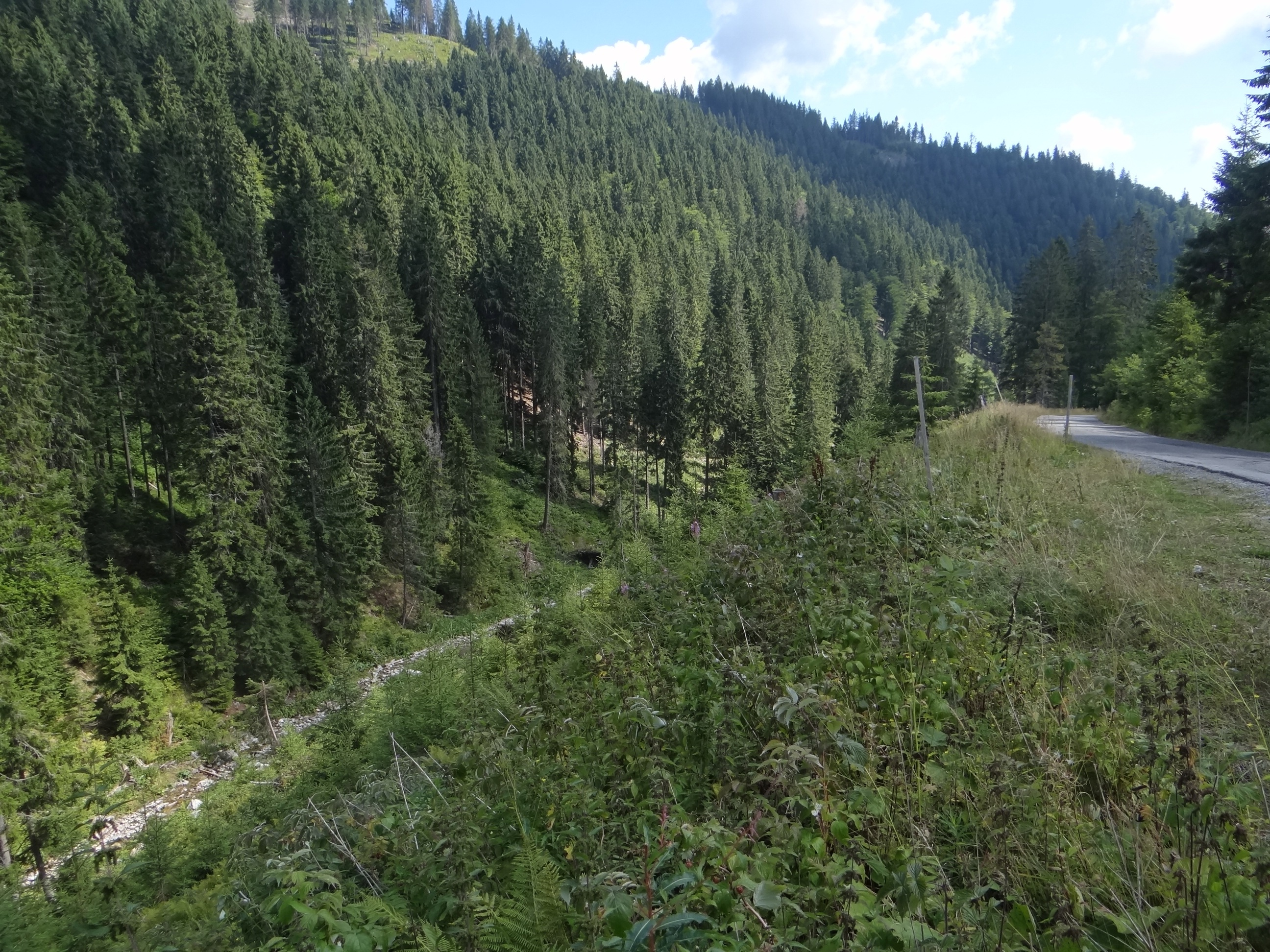
Suche koryto górnej części potoku
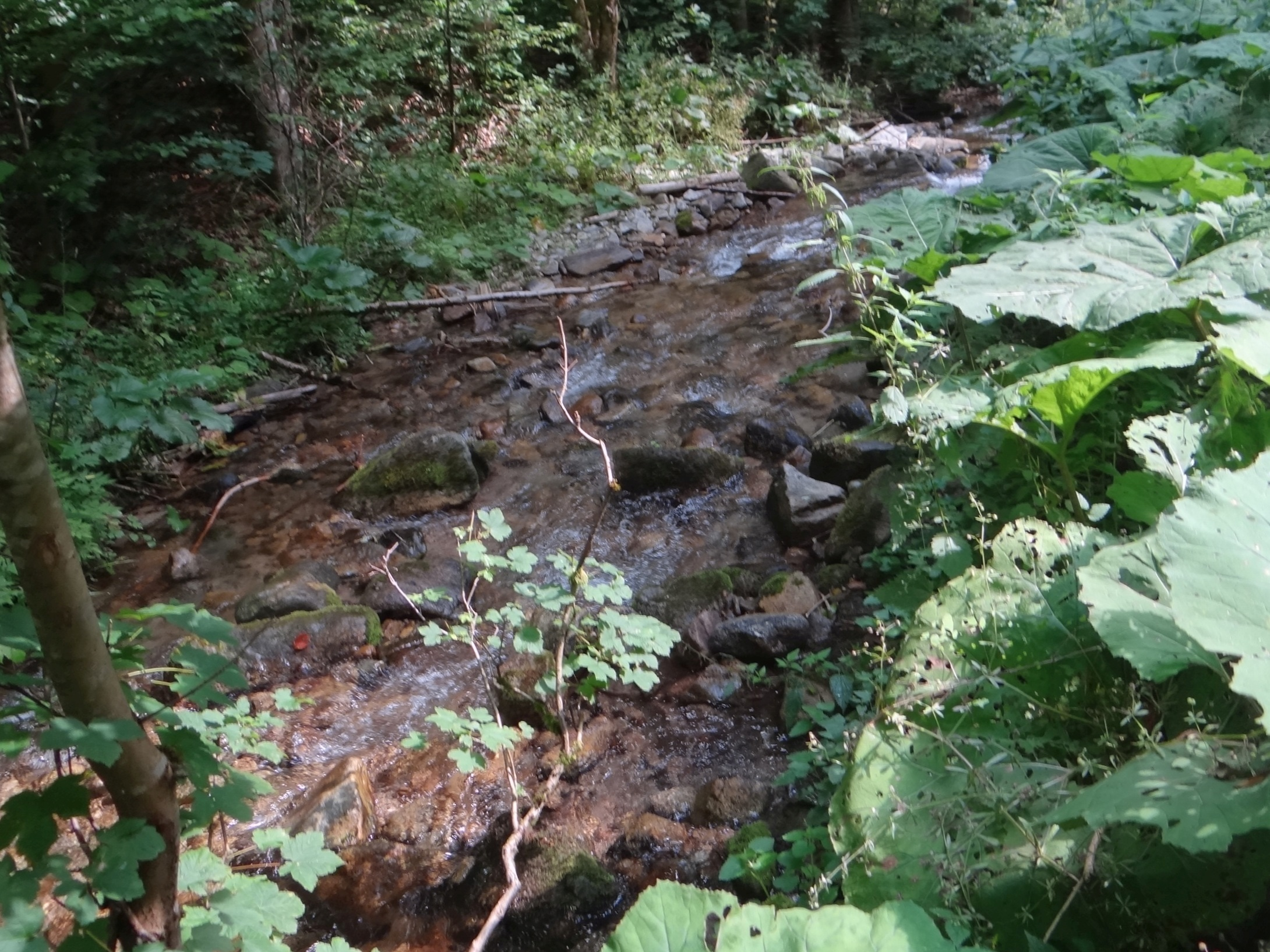
Potok w  osadzie Podsuchá